# Peter von Blanckensee (General, 1858)
Peter Karl Eugen Friedrich von Blanckensee (* 22. Februar 1858 in Rieben, Kreis Neustadt in Westpreußen; † 11. November 1914 in Lötzen) war ein preußischer Generalmajor.

## Leben
Er stammte aus dem neumärkischen Adelsgeschlecht von Blanckensee. Sein Vater war der preußische Premierleutnant Eugen von Blanckensee, der das Rittergut Rieben im Kreis Neustadt in Westpreußen besaß, wo Peter 1858 geboren wurde.
Blanckensee schlug eine Militärkarriere in der Preußischen Armee ein und war u. a. vom 19. Februar 1910 bis zum 4. März 1913 Kommandeur des Grenadier-Regiments „König Friedrich Wilhelm II.“ (1. Schlesisches) Nr. 10. Anschließend wurde er unter Verleihung des Charakters als Generalmajor zum Kommandanten von Glogau ernannt. Im Ersten Weltkrieg führte er die 98. Reserve-Infanterie-Brigade. Infolge der am 28. Oktober 1914 im ostpreußischen Marishof erhaltenen Kriegsverwundung starb er im darauffolgenden Monat.
Sein ältester Sohn Eugen fiel 1915.